# Gasteracantha metallica
Gasteracantha metallica is een spinnensoort uit de familie van de wielwebspinnen (Araneidae).
De wetenschappelijke naam van de soort werd in 1898 als Actinacantha metallica gepubliceerd door Reginald Innes Pocock.